# 溫培華
溫培華（？—？），是中國清朝官員，於1890年上任臺東直隸州知州，接替高垚，隸屬於福建臺灣省，為臺灣清治時期的重要地方官員，官職品等則為正五品。
1895年，臺日乙未戰爭爆發，台灣民主國相繼成立。溫培華則被任命為埔里通判，掌管今南投地區軍政。